# Pontiac Parisienne
La Pontiac Parisienne est une automobile de grande taille de type full-size produite en cinq générations. C'est une propulsion construite sur la plate-forme B-Body de General Motors qui a été vendue par Pontiac au Canada de 1958 à 1986 et aux États-Unis de 1983 à 1986. Les modèles à conduite à droite ont été assemblés localement en Australie, Nouvelle-Zélande et Afrique du Sud jusqu'en 1969. Pendant la majeure partie de sa carrière, la Parisienne canadienne était presque mécaniquement identique à la Chevrolet Impala américaine ou à la Chevrolet Caprice. La version break de la Parisienne s'est poursuivie sous le nom de Pontiac Safari jusqu'en 1989.

Vues de Pontiac Parisienne
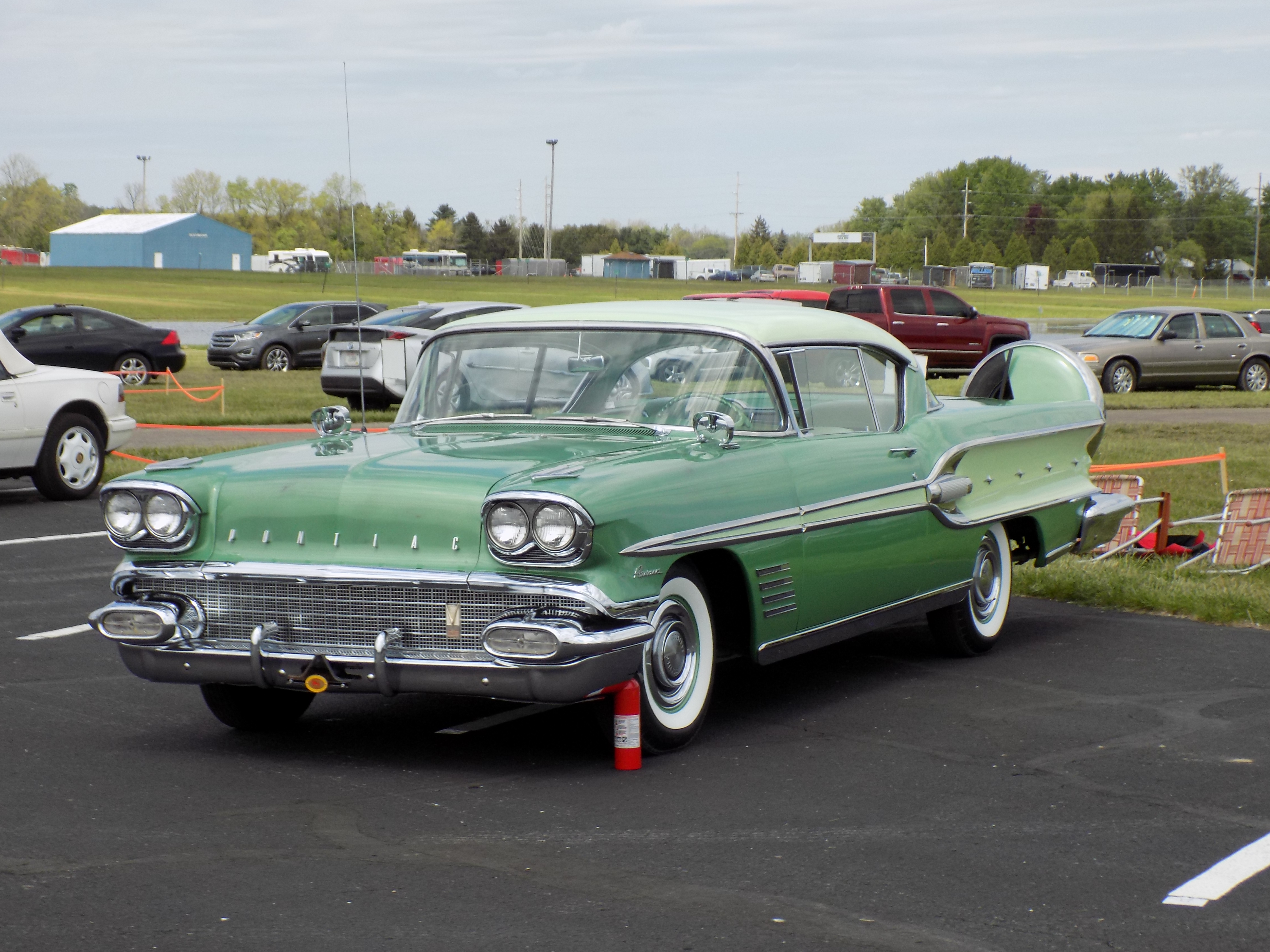
Parisienne Sport Coupe de 1958.
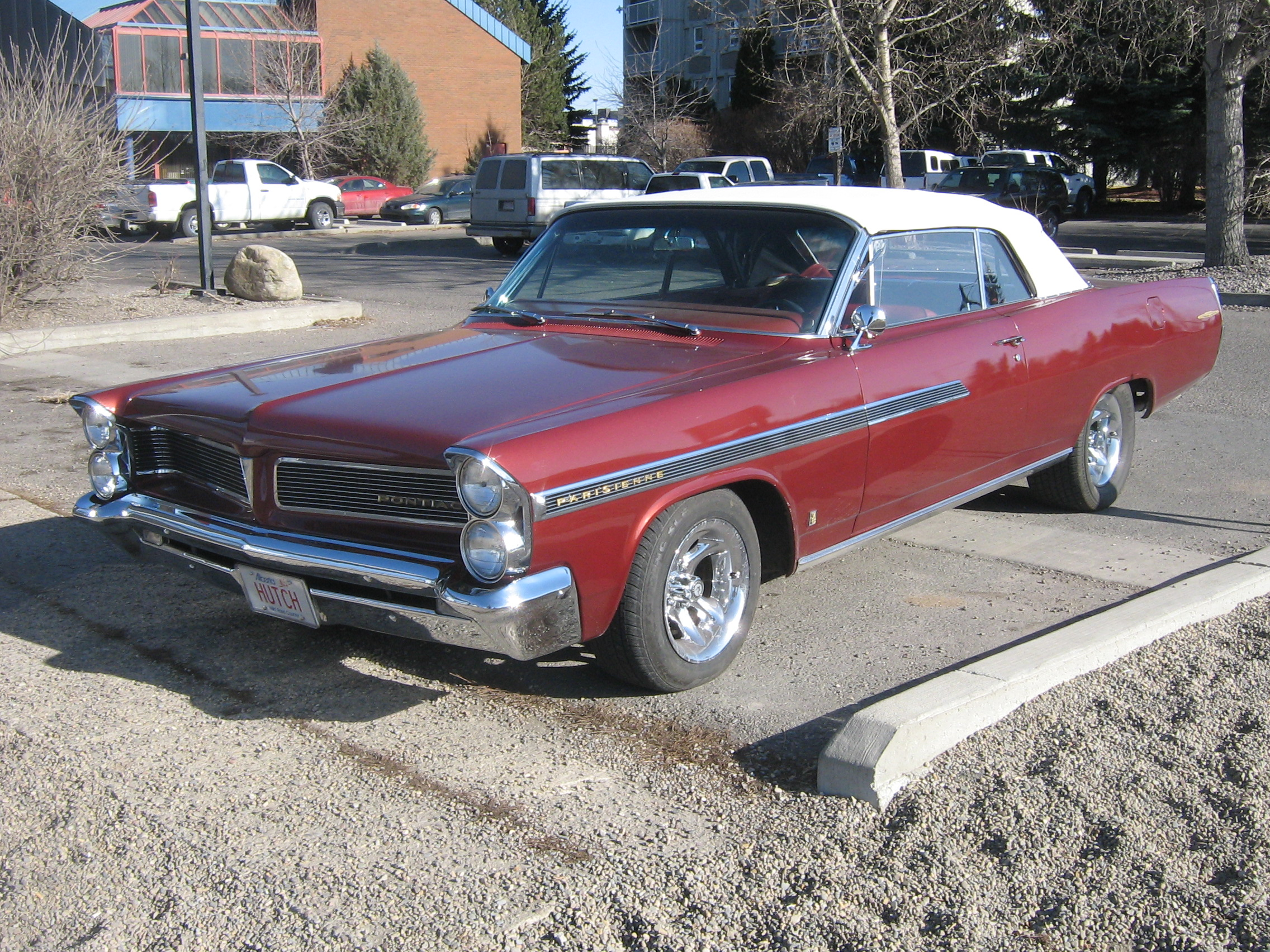
Version cabriolet de 1963.
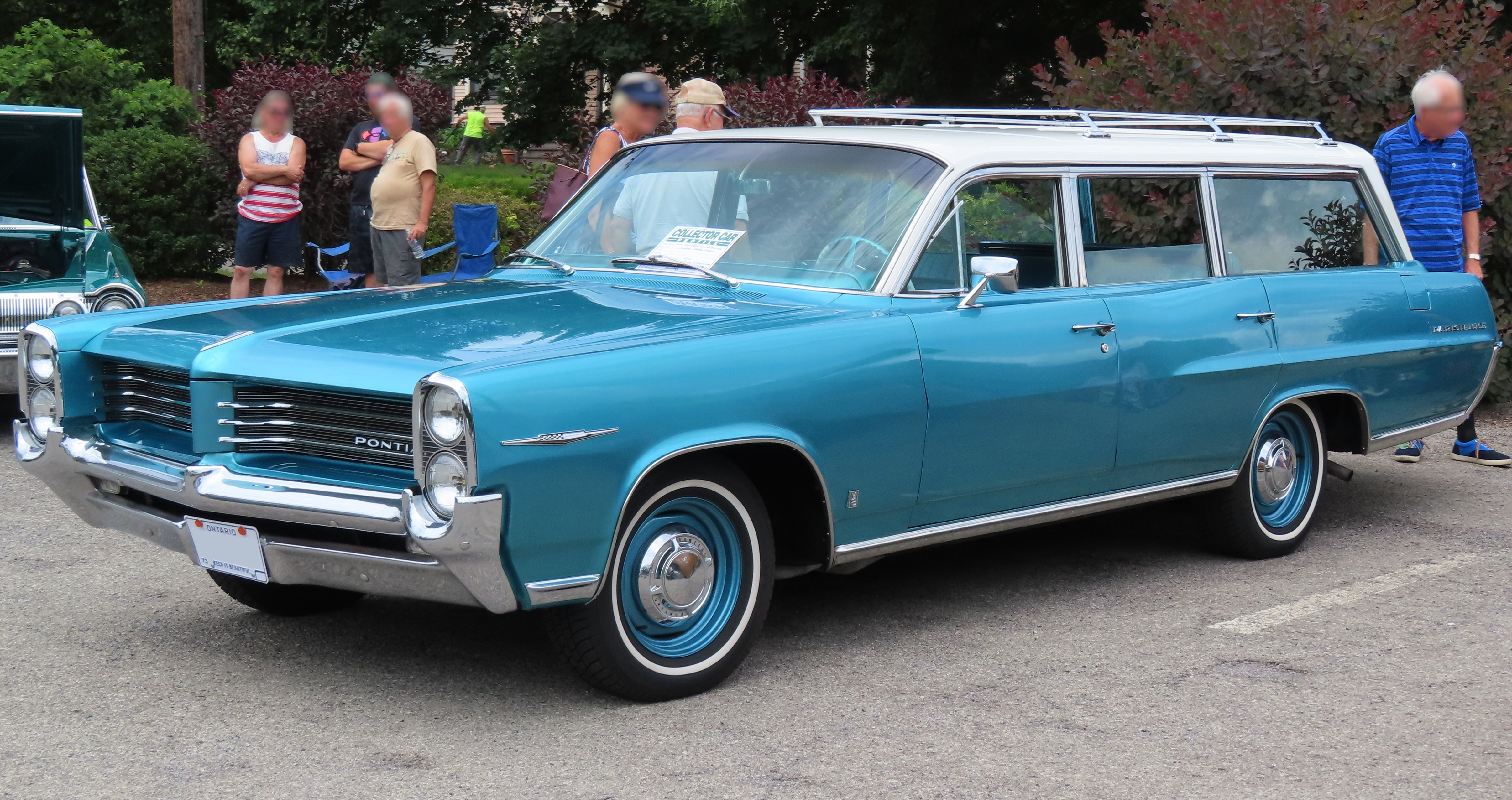
Break Safari de 1965.
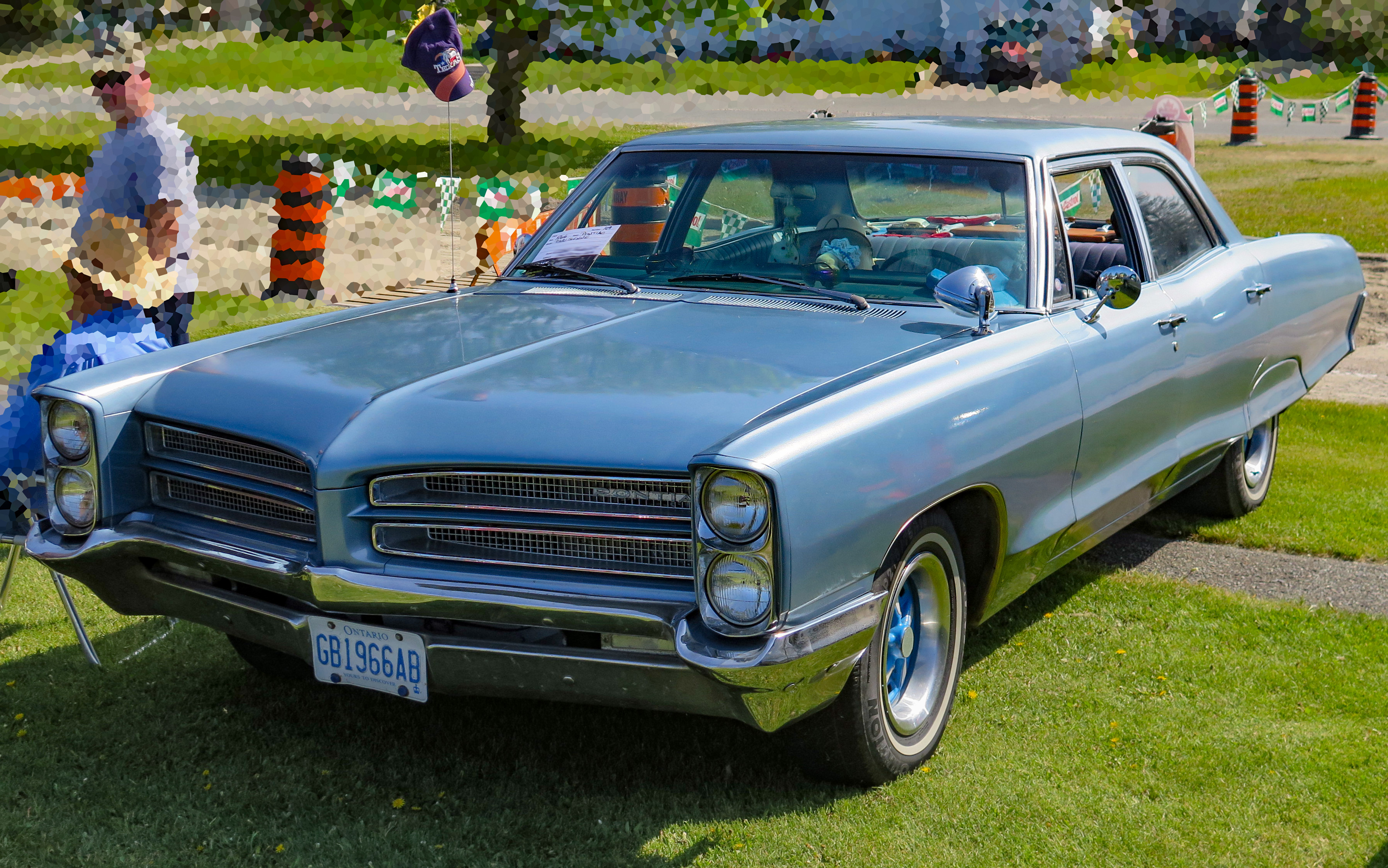
Berline 4 portes de 1966.
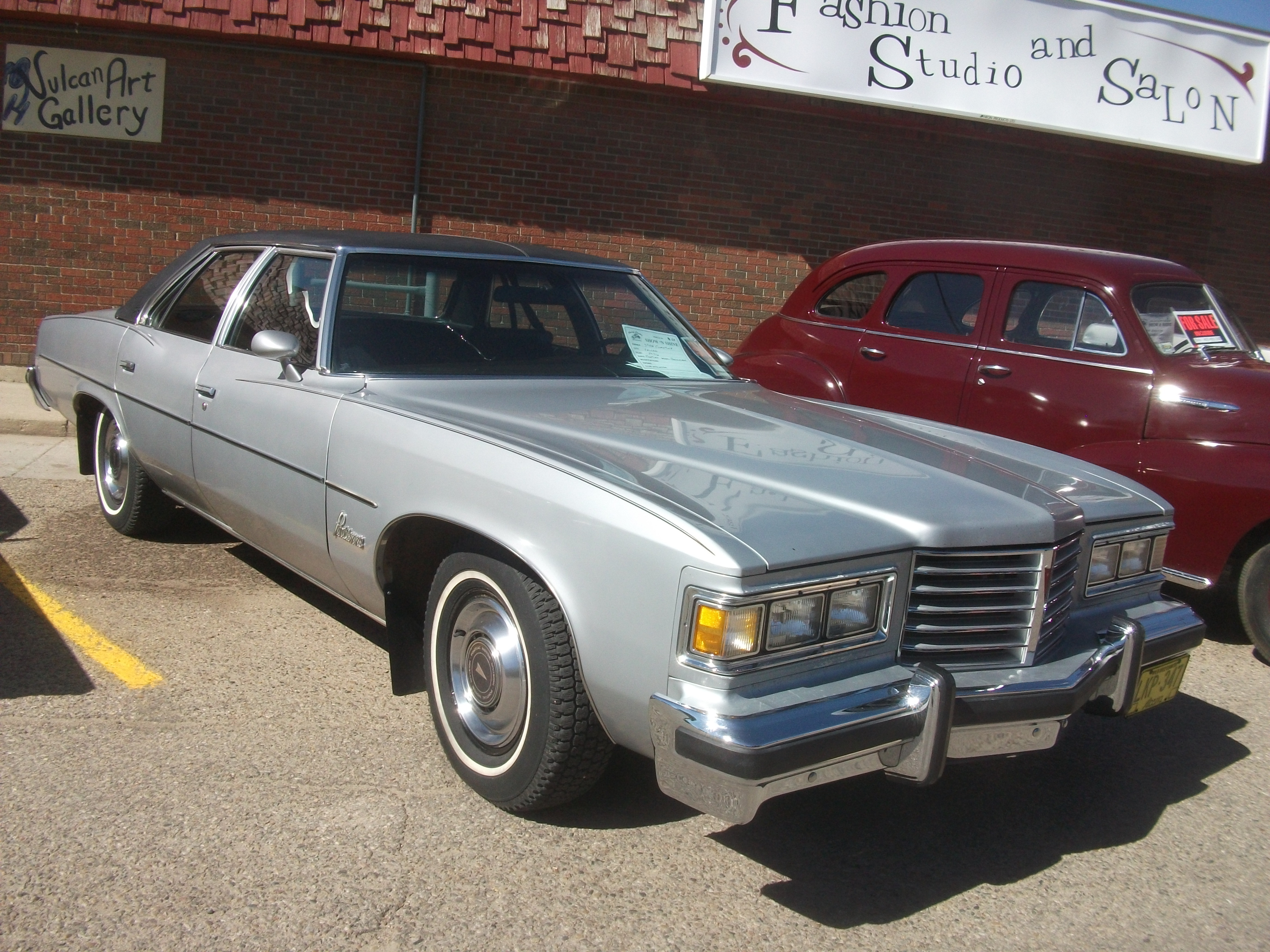
Berline 4 portes de 1976.
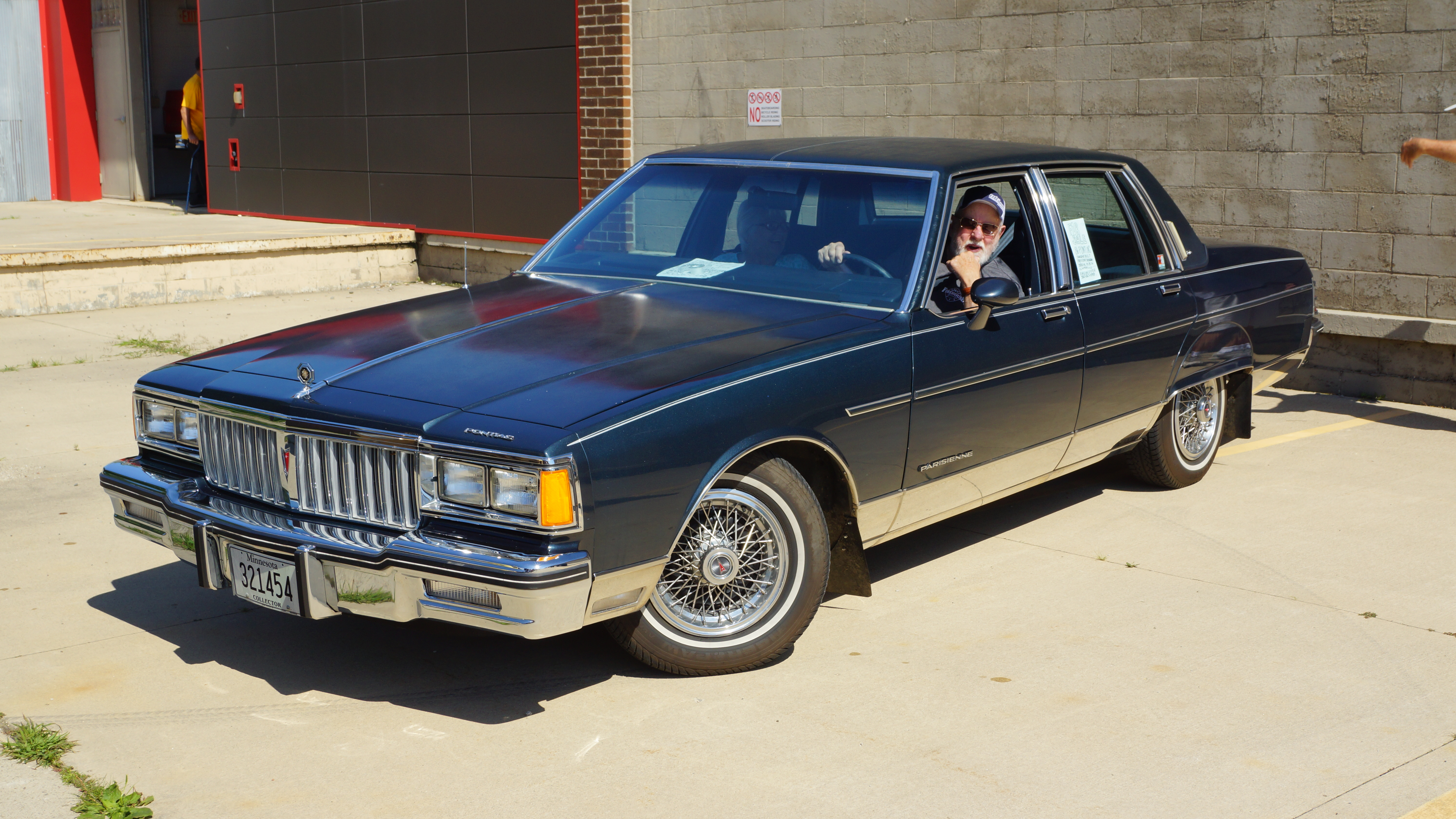
Parisienne Brougham de 1986.